# 瑰指狸藻
瑰指狸藻（學名：Utricularia rhododactylos）为狸藻屬一年生陆生或半水生食虫植物。其种加词“rhododactylos”来源于希腊文“rhodos”和“daktylos”，意为“玫瑰”和“手指”，源于荷马史诗，象征玫瑰色的黎明。瑰指狸藻为澳大利亚北领地的特有种。

## 外部連結
- 食虫植物照片搜寻引擎中瑰指狸藻的照片 （页面存档备份，存于）

 维基共享资源上的相關多媒體資源：瑰指狸藻
 維基物種上的相關：瑰指狸藻